# U Thant
Thant (en birmano, သန့်; Pantanaw, Birmania, 22 de enero de 1909-Nueva York, Estados Unidos, 25 de noviembre de 1974), conocido como U Thant, fue un diplomático birmano que desde 1961 hasta 1971 ejerció como secretario general de la Organización de las Naciones Unidas. Es la primera persona que ocupó la secretaría procediendo de un país asiático, así como el primero de un país en vías de desarrollo.
Antes de dedicarse a la diplomacia era profesor en su villa natal, con una licenciatura por la Universidad de Rangún. Tras la independencia de Birmania en 1948 fue ascendiendo posiciones en el escalafón político nacional, convirtiéndose en uno de los más fieles consejeros del primer ministro U Nu. A raíz del éxito organizativo de la conferencia de Bandung, en 1957 fue nombrado embajador de Birmania ante las Organización de las Naciones Unidas.
El fallecimiento de Dag Hammarskjöld por un accidente de aviación llevó a que el 30 de noviembre de 1961 fuese nombrado secretario general de la ONU por aclamación, siendo reelegido en 1963 y 1966. A lo largo de su mandato, en el que destacó por su talante negociador y moderado, se sucedieron acontecimientos como la crisis de los misiles en Cuba, la resolución de la guerra civil del Congo, el estallido de la guerra de los Seis Días con la posterior ocupación de territorios israelí, y los numerosos procesos de descolonización en Asia y África. A comienzos de 1971 renunció a presentarse de nuevo y fue reemplazado por Kurt Waldheim.
Thant era una de las figuras políticas más respetadas por el pueblo birmano, pero el golpe de Estado de 1962 y el derrocamiento de U Nu hicieron que cayera en desgracia para la junta militar liderada por Ne Win. Tras fallecer en 1974 por un cáncer de pulmón, sus restos mortales fueron enterrados en Rangún bajo disturbios entre los estudiantes y la policía, pues el gobierno militar se había negado a rendirle honores de Estado.

## Biografía

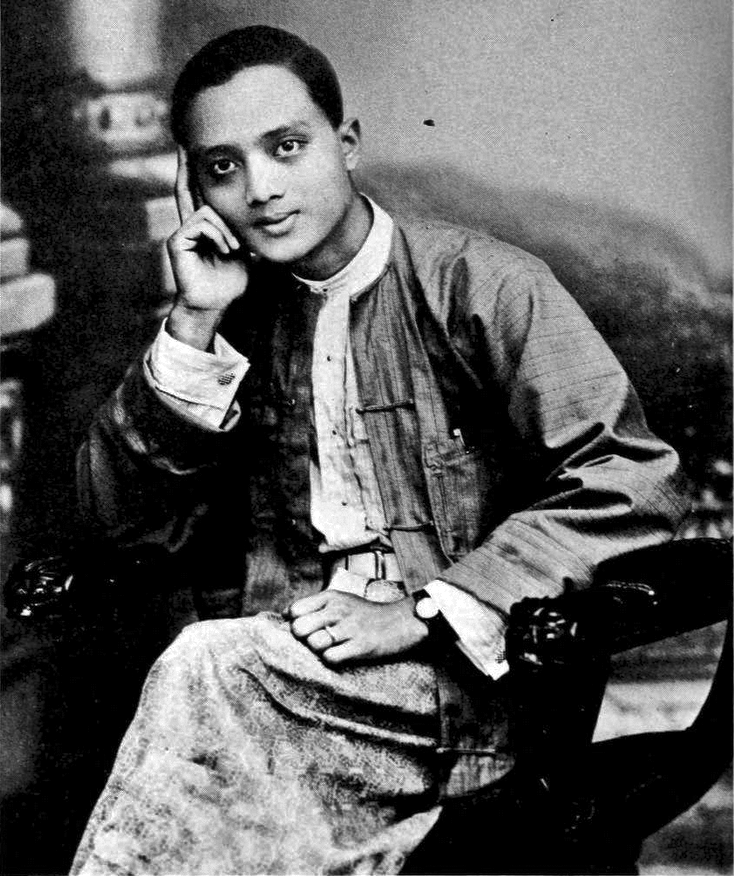
U Thant durante su etapa en la Universidad de Rangún (1927).

U Thant nació en Pantanaw, una villa al suroeste de la Birmania británica, siendo el mayor de cuatro hermanos en una familia terrateniente de etnia bamar. Su padre Po Hnit era un comerciante de arroz que había sido educado en Calcuta y era la única persona del pueblo que sabía hablar inglés, así que inculcó a sus hijos la pasión por los estudios.
La muerte de su padre cuando tenía 14 años complicó la economía familiar, y al ser el primogénito tuvo que compaginar los estudios con trabajos a tiempo parcial. Tras cumplir la mayoría de edad estudió un grado de magisterio en Historia por la Universidad de Rangún, donde coincidiría con el líder estudiantil Thakin Nu, años después considerado uno de los baluartes de la independencia birmana.
Después de licenciarse con la máxima calificación de su promoción, estuvo trabajando como maestro en el instituto de su ciudad y más tarde fue ascendido a director. En 1942, en plena Segunda Guerra Mundial, Birmania fue ocupada por el Imperio japonés y el nuevo gobierno ordenó a Thant que se trasladara a Rangún para encabezar el Comité de Reorganización Educativa. Sin embargo, a los pocos meses regresó a su antiguo puesto en Pantanaw. Además se dedicaba a traducir libros al birmano y a escribir artículos de opinión bajo seudónimo.
El nombre «U» es un título honorífico bamar, similar al Sir británico, que suele utilizarse para grandes autoridades. En 1961 fue condecorado General (Maha Thray Sithu) de la Orden de la Unión de Birmania.
Estuvo casado con Daw Thein Tin y tuvo cuatro hijos, de los cuales le sobrevivieron dos: su hija y un niño adoptado. Su nieto Thant Myint-U es historiador y un oficial de alto rango en el Departamento de Asuntos Políticos de la ONU. Por otra parte, Thant profesaba el budismo y era considerado una persona de firmes convicciones religiosas que trataba de aplicar en todas las facetas de su vida.

## Trayectoria política
Birmania se había independizado del Reino Unido en 1948, y Thant fue reclutado como director de comunicación del nuevo gobierno por su antiguo compañero Thakin Nu, quien era uno de los líderes del bloque nacionalista y había asumido como primer ministro un año antes.
Una de sus primeras misiones fue negociar con los líderes del pueblo karen para evitar un conflicto étnico, algo que no logró pese a sus esfuerzos. Los insurgentes llegaron incluso a cercar su villa natal y a quemar las tierras familiares, aunque posteriormente fueron reprimidos por el ejército. Se considera que esta experiencia tuvo mucha influencia en su futura labor como diplomático. En un clima de tensión política, se caracterizó por defender posiciones moderadas entre los nacionalistas birmanos y los lealistas británicos.
Con el paso del tiempo ocupó cargos más importantes como la dirección de radiodifusión y la secretaría del Ministerio de Información. Entre 1954 y 1957 fue secretario personal del primer ministro U Nu, para quien escribía los discursos y organizaba los viajes al exterior. Esto le convirtió en uno de sus más estrechos colaboradores.
Al mismo tiempo, Thant terminaría convirtiéndose en uno de los rostros más relevantes de la diplomacia birmana. En 1955 ejerció como secretario de la conferencia de Bandung, considerada una carta de presentación de los recién independizados países africanos y asiáticos, y cuyos principios acordados dieron origen al Movimiento de Países No Alineados.
El gobierno birmano nombró en 1957 a Thant como representante permanente de Birmania en la Organización de las Naciones Unidas. En un contexto marcado por la descolonización de Asia y África, jugó un importante papel como mediador en las negociaciones sobre el Congo Belga (1960) y Argelia (1961).

## Secretario general de las Naciones Unidas
U Thant ocupó el cargo de secretario general de las Naciones Unidas desde el 30 de noviembre de 1961 hasta el 31 de diciembre de 1971, siendo el primer ciudadano asiático al frente. En esa década la Asamblea General de la ONU pasó de 104 miembros a sumar 132, y todo su mandato estuvo marcado por las tensiones geopolíticas de la Guerra Fría y de la descolonización.

### Primer mandato (1961-1966)

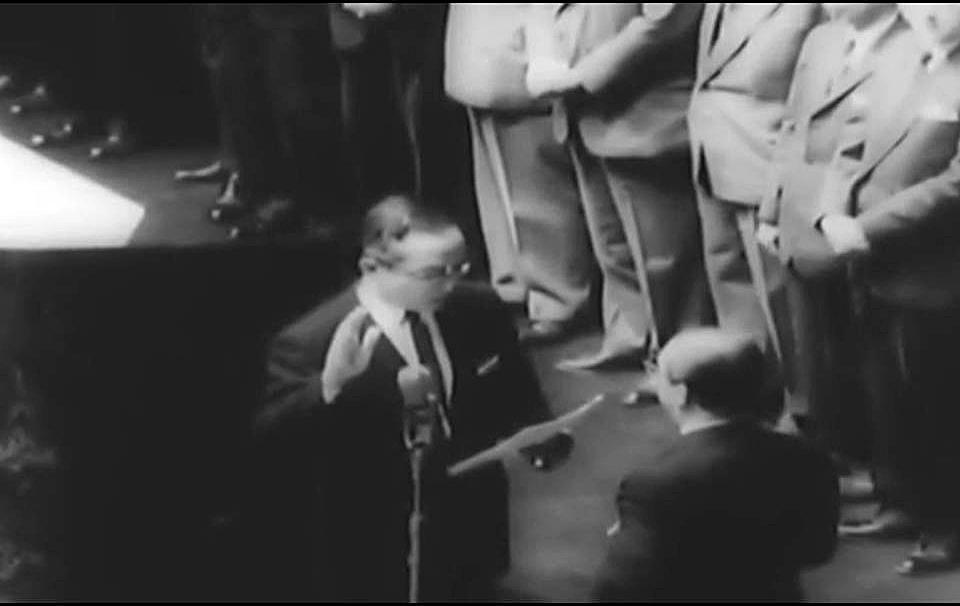
Juramento de U Thant como secretario general de la ONU (1961).

El embajador birmano fue elegido para el cargo después de que su antecesor Dag Hammarskjöld falleciera en un accidente de aviación. Al no alcanzarse un acuerdo entre Estados Unidos y la Unión Soviética, la mayoría de países defendieron que el nuevo secretario general no debía ser europeo ni americano. Las reticencias de algunos estados llevaron a que Thant solo fuera designado para ocupar la vacante de Hammarskjöld hasta 1963, en virtud de la Resolución 168 del Consejo de Seguridad. Posteriormente fue ratificado por unanimidad hasta 1966.
Thant tuvo que afrontar en su primer año la crisis de los misiles en Cuba que estuvo a punto de desencadenar un enfrentamiento nuclear en 1962. El conflicto estalló el 16 de octubre, después de que el gobierno de Estados Unidos decretara un «bloqueo naval» y el despliegue de flotas sobre Cuba al descubrir la instalación en la isla de misiles tácticos de la Unión Soviética.
Teniendo en cuenta el riesgo de que la situación se agravara, el secretario general medió entre los líderes John F. Kennedy y Nikita Jruschov, solicitando una suspensión temporal del envío de armas hasta que ambas partes se reunieran. Finalmente, tanto EE. UU. como la URSS llegaron a un acuerdo que dejaba fuera a Cuba y del que la ONU solo fue informado a posteriori. Aun así se considera que Thant ayudó a evitar el estallido de una guerra mundial entre las dos mayores potencias de la época.
El otro gran conflicto fue la Guerra Civil del Congo. En 1962 los secesionistas katangueños de Moise Tshombe atacaron un destacamento militar de la UNOC, que había sido desplegado después del asesinato del líder Patrice Lumumba. Al no tener garantizada la libertad de movimiento sobre el terreno, Thant autorizó una operación militar de la UNOC, conocida como «Operación Grandslam», que logró minar a las fuerzas rebeldes y supuso la reintegración de Katanga en la República del Congo. Aquella fue la primera vez que la ONU utilizó la fuerza para implementar las decisiones del Consejo de Seguridad.
En diciembre de 1963 se produjeron graves enfrentamientos en Chipre entre las comunidades turcochipriota y grecochipriota, que llevaron al Consejo de Seguridad a desplegar una Fuerza para el Mantenimiento de la Paz (UNFICYP). En un primer momento tenía previsto un mandato limitado de tres meses, pero Turquía rechazó las conclusiones del mediador designado por Thant, el ecuatoriano Galo Plaza Lasso, y la UNFICYP terminó convirtiéndose en una misión permanente. Hoy en día el conflicto chipriota sigue pendiente de resolución.

### Segundo mandato (1966-1971)

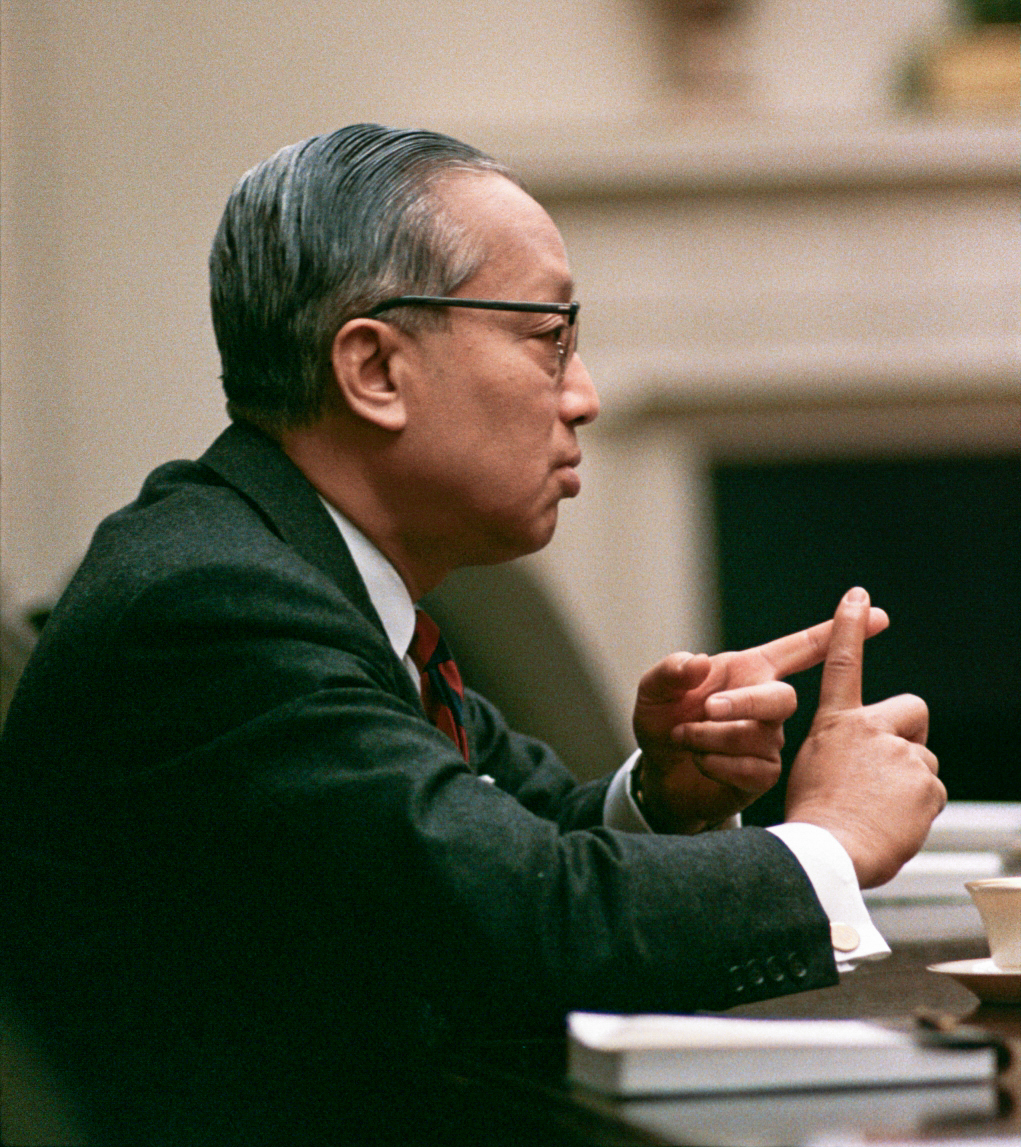
U Thant en 1967, durante una reunión en la Casa Blanca.

A raíz de su labor, el Consejo de Seguridad le reeligió por unanimidad para un segundo periodo que expiraría el 31 de diciembre de 1971. En un primer momento se supo que Thant no quería continuar, pero la falta de un sucesor de consenso le llevó a cambiar de decisión. En ese periodo se consolidaron numerosas agencias, fundaciones y planes de desarrollo como el Instituto de la ONU para Formación Profesional e Investigaciones (1963), la Conferencia sobre Comercio y Desarrollo (1964), el Programa de la ONU para el Desarrollo (1969), el Programa de las Naciones Unidas para el Medio Ambiente (1971) y la Universidad de las Naciones Unidas (1973).
El mandato estuvo marcado por la Guerra de los Seis Días que enfrentó a Israel con una coalición de países árabes en mayo de 1967. Días antes del estallido, las Fuerzas de Emergencia (UNEF) de la península del Sinaí habían sido expulsadas a petición del líder egipcio Gamal Abdel Nasser, en un contexto de creciente tensión en Oriente Medio. Después de que ninguna parte cediera, y de que Thant hiciese un viaje infructuoso a El Cairo para negociar el cese de hostilidades, Israel hizo un ataque preventivo que concluyó con una derrota árabe y la ocupación de varios territorios. La ONU adoptó la Resolución 242 del Consejo de Seguridad en la que reclamaba la retirada israelí, pero su papel quedó en entredicho porque Thant había aceptado la orden de evacuación de la UNEF.
El recrudecimiento de la guerra de Vietnam conllevó que Thant criticara abiertamente la labor del presidente Lyndon B. Johnson, después de que éste rechazara una mediación de la ONU entre Washington D. C. y Hanói, y pidiese el cese de bombardeos «sin condiciones» sobre Vietnam del Norte. Este hecho, sumado a su papel en el conflicto árabe-israelí, enturbió las buenas relaciones que mantenía con el gobierno estadounidense.
Otros conflictos en los que el Consejo de Seguridad tuvo que intervenir fueron el recrudecimiento del problema chipriota (1967), la invasión de Checoslovaquia por el Pacto de Varsovia (1968) y la Guerra de Liberación de Bangladés (1971). En este último denunció la inacción del Consejo de Seguridad pero no invocó el artículo 99. Dos meses antes de que expirase su mandato, la Asamblea General aprobó la Resolución 2758 por la que la República Popular China reemplazaba a la República de China como «el único representante legítimo de China ante las Naciones Unidas».

### Retirada
A comienzos de 1971, en su último año de mandato como secretario general, Thant rechazó presentarse a una tercera reelección. Después de unas largas negociaciones, el Consejo de Seguridad eligió como sucesor al político austriaco Kurt Waldheim.
El diplomático birmano mantuvo su residencia en el barrio neoyorquino de Riverdale. A las pocas semanas de dejar el cargo le fue diagnosticado un cáncer de pulmón, por lo que se quedó en Estados Unidos para recibir tratamiento. A pesar de que su esposa nunca se adaptó bien a la vida norteamericana, Thant rechazó regresar a una Birmania que desde 1962 se había convertido en una dictadura militar liderada por Ne Win, luego de haber derrocado al primer ministro U Nu. A pesar de que Thant era la figura birmana más reconocida de la época en el exterior, no gozaba de la simpatía del régimen militar por su proximidad con U Nu.
Durante sus tres últimos años de vida se dedicó a escribir sus memorias, a impartir conferencias sobre política exterior, y a recibir tratamiento contra la enfermedad.

## Muerte

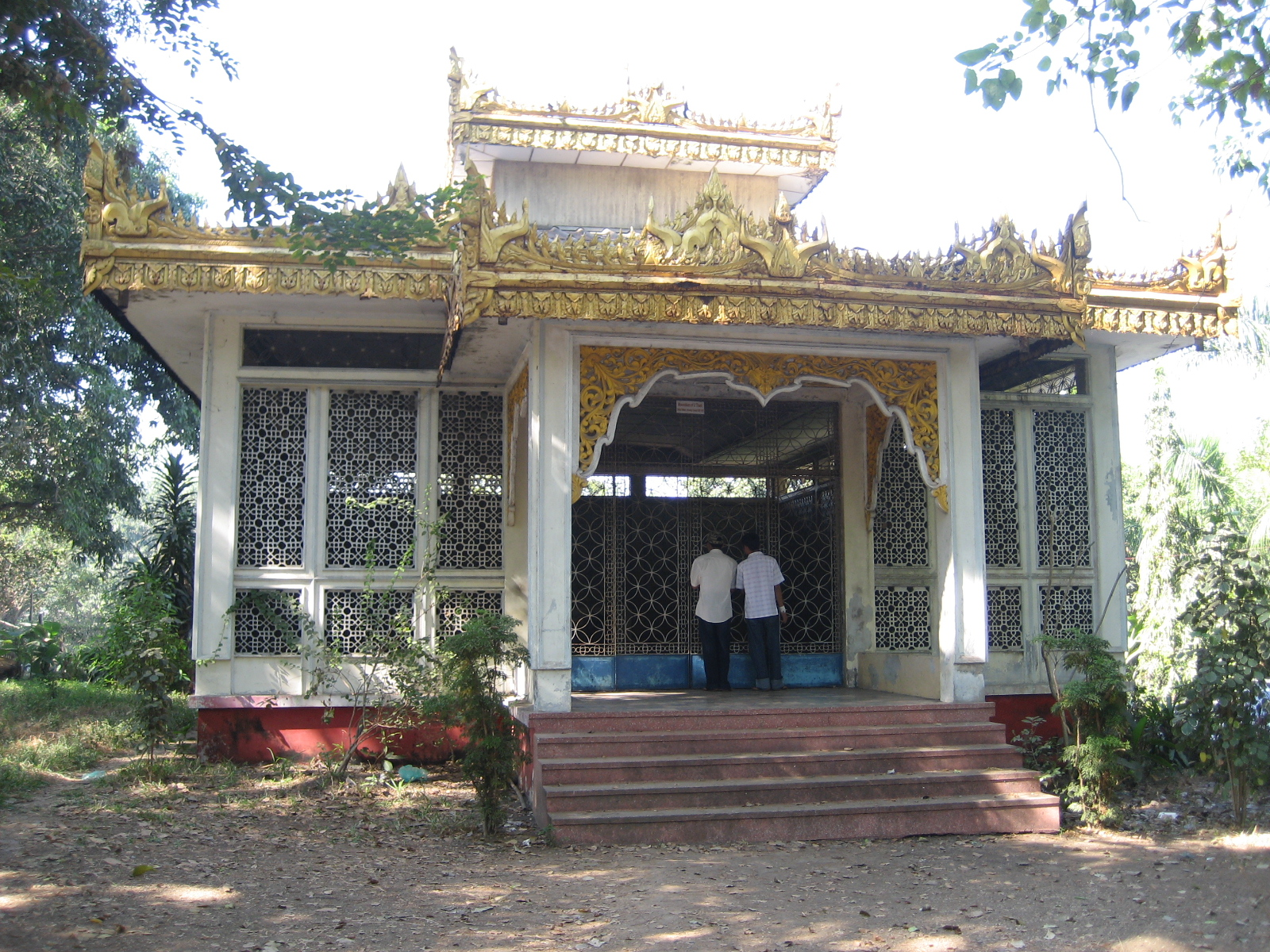
Mausoleo de U Thant en el cementerio de Kandawmin, Rangún.

U Thant falleció el 24 de noviembre de 1974 en el Hospital Presbiteriano de Nueva York, a los 65 años, víctima del cáncer que padecía. Entre las numerosas condolencias de la comunidad internacional, el presidente estadounidense Gerald Ford lamentó la pérdida de «un hombre de paz» y «que siempre fue leal no a un bloque, sino a la humanidad».
Cumpliendo su testamento, los restos mortales fueron repatriados a Birmania y enterrados en Rangún. Sin embargo, la junta militar le negó cualquier funeral de Estado y ningún miembro del gobierno recibió a la comitiva en el aeropuerto de Mingaladon. Aunque la junta había previsto una ceremonia discreta el 5 de diciembre, los estudiantes asistentes se llevaron el ataúd y lo emplazaron en un mausoleo que habían construido sobre los restos del Sindicato de Estudiantes, que había sido demolido por la junta seis meses antes.
Durante seis días se sucedieron manifestaciones cerca de la Universidad, hasta que el 11 de diciembre varios miembros del ejército birmano asediaron la zona, exhumaron el ataúd y le dieron sepultura en un mausoleo del cementerio de Kandawmin, cerca del templo de Shwedagon, donde permanece a día de hoy. Esta noticia conllevó una serie de movilizaciones y disturbios contra la junta, que terminaría decretando la ley marcial en Rangún para sofocarlas.

## Legado

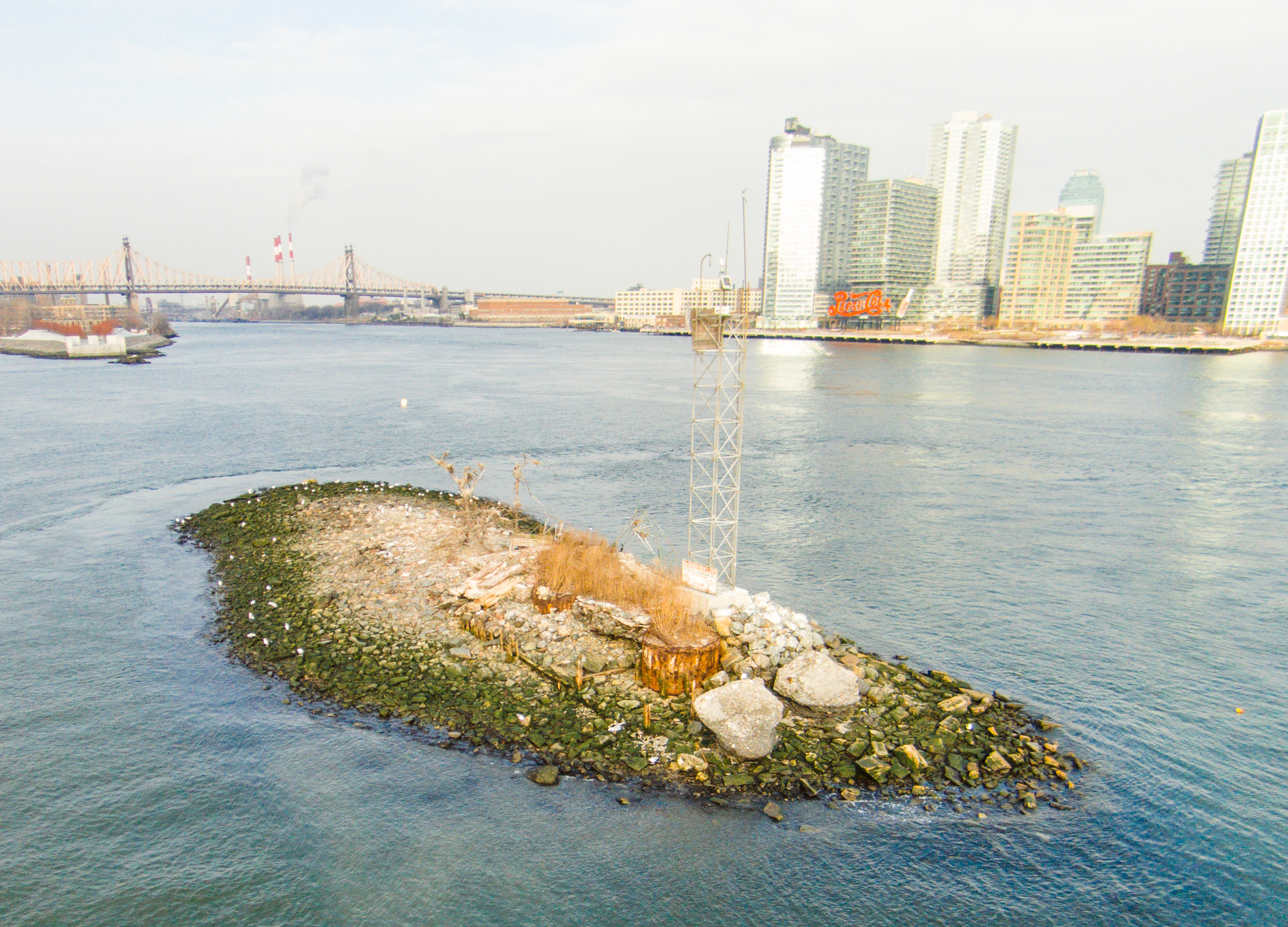
Imagen de la isla U Thant, con una panorámica de Long Island City al fondo.

A lo largo de su mandato, U Thant fue definido como una persona humilde, pacifista y de fuertes convicciones morales influidas por el budismo. Respecto al uso de la violencia, alegó respecto a la guerra de Vietnam que «los métodos militares no traerán nunca una solución pacífica», y en ese sentido también fue muy crítico con la ocupación estadounidense de la República Dominicana y con la invasión de Checoslovaquia de 1968. Parte de su trabajo estuvo condicionado por la Guerra Fría y las disputas entre bloques en el Consejo de Seguridad de la ONU.
No obstante, en la Guerra Civil del Congo sí defendió el uso de la fuerza por parte de la UNOC, pues los rebeldes katangueños habían animado a que la población civil atacara a todo personal relacionado con la ONU. En ese sentido se aplicó un principio de proporcionalidad, ya que Katanga había atacado en primer lugar. Aquella fue la primera vez que la ONU utilizó la fuerza para implementar las decisiones del Consejo de Seguridad.
En 1978 se publicó su libro de memorias a título póstumo, View from the UN («Visión desde la ONU»), en el que recoge todos los años de experiencia como secretario general de la ONU. En su honor la isla Belmont de Nueva York, un diminuto islote artificial situado frente a la sede de la Organización de las Naciones Unidas, pasó a llamarse «isla U Thant» de forma extraoficial.